# Fédération d'échecs de Zambie
Pour les articles homonymes, voir CFZ.
La Fédération d'échecs de Zambie (en anglais : Chess Federation of Zambia ou CFZ) est l'organisme qui a pour but de promouvoir la pratique des échecs en Zambie. Elle est affiliée à la Fédération internationale des échecs depuis 1975.